# 에프레절
에프레절(Ypresian)은 지질학적 시간 척도에서 에오세의 가장 오래된 연대 또는 가장 낮은 층서학적 단계이다. 이는 56에서 47.8 Ma 사이의 시간에 걸쳐 있으며, 타네티아 시대(팔레오세의 일부)가 앞서고 에오세 루테티아절 시대가 뒤따른다. 에프레절은 로어에오세(Lower Eocene, Early Eocene)와 일치한다.